# 穷街
中央城东区（英語：Central City East）是美国流浪者数量最多的地区之一，其数量高于4400人。该街道自20世纪30年代以来就以其无家可归者人口的密集程度而闻名。在当地常被称为“穷街”，“贫民窟”（Skid Row)。

## 地名來源
「skid row」或「skid road」一詞指的是城市中生活貧困的人們所居住的地區，而skid一詞中文翻譯為滑行，源自伐木術語。伐木工人會將原木沿著塗有油脂的滑軌滑行，並運送到附近的河流。護送木材到達路底的伐木工人會在那裡等待運輸工具返回山上的伐木營地。因此而言，這個詞開始用來形容那些沒錢、沒事可做的人聚集的地方，成為北美城市蕭條街道的統稱。

## 歷史

### 1880年代至1960年代
19世纪末，随着该地区成为季节性劳工等流动人口的聚居地，许多住宅旅馆在此开设。 到20世纪30年代，贫民区已有多达1万名流浪者。 当地的酒馆、住宅旅馆和社会服务设施不断发展，吸引了所服务人群前来聚集于此。
随着铁路在市中心边缘修建，东侧的农业用地逐渐转变为工业区。这些工业区吸引了以流动男性为主的劳动力群体，其中许多人通过搭乘火车寻找与铁路相关的工作或农业季节性工作。 该地区逐渐演变为“一个由小型旅馆、电影院和廉价餐馆构成的聚集地，专门服务于季节性行业及附近铁路系统中的流动工人”。
1947年6月，洛杉矶警察局（LAPD）局长克莱门斯·B·霍拉尔（Clemence B. Horrall）下令对整个贫民区地区进行他所谓的“封锁式突袭”。此次行动中有超过350人被逮捕。助理局长约瑟夫·里德（Joseph Reed）声称，“洛杉矶至少50%的犯罪行为源自贫民区地区”，并表示在突袭后一周内，贫民区未发生任何“暴力抢劫”事件。然而，长期居住于此的居民对此类变化是否能够持久仍持怀疑态度。
20世纪50年代，该地区“逐渐演变为一个酒鬼和其他失意之人能够获得食物与床位的场所”。1956年，洛杉矶市正实施一项旨在通过清除破败建筑来重建贫民区的计划。该计划被以“经济举措”的名义呈报给该地区的地产所有者。时任建筑监督官的吉尔伯特·莫里斯（Gilbert Morris）表示，当时市政府在贫民区约一平方英里的范围内提供免费社会服务的年度支出超过500万美元，而城市平均每平方英里的年支出仅为11万美元。 政府通过行政听证程序迫使业主承担费用以拆除有碍公共利益的建筑物。到1960年7月，该清理计划据称已在贫民区完成了87%。随 着1960年代建筑法规的日益严格，许多住宅旅馆的业主发现，与其进行修缮，不如选择拆除更为划算。此后十年间，该类住宿单元的总数估计从15,000个下降到7,500个。随着近一半由旅馆提供的廉价住房的消失，许多居民因此流落街头。

### 1970s 收容区
“穷街”于1976年由市政府官员设立，作为非官方常驻管理的“收容区”，在此为无家可归者提供庇护所和服务。
20世纪70年代，两位天主教劳工组织成员——前修女凯瑟琳·莫里斯（Catherine Morris）及其丈夫杰夫·迪特里希（Jeff Dietrich）——在一辆货车后部创办了“嬉皮厨房”（Hippie Kitchen）。二人几十年间持续活跃于为贫民区居民提供食物的工作中。
在20世纪60至70年代，许多越战退伍军人因该地区已有相关服务与救助机构而来到该地区，并因在其他地区遭到排斥而长期停留。正如二战后的许多退伍军人一样，他们中的不少人最终流落街头。也正是在这一时期，贫民区的人口结构开始从以年长白人为主转变为今天的构成群体。

### 1987年的鎮壓
1987年2月，洛杉磯警察局長達裡爾·蓋茨在時任市長湯姆·布拉德利的支持下，宣布計劃再次對貧民窟的無家可歸者進行打擊。警察和消防員對該地區進行了多次清掃，但由於無家可歸者權益倡導者的反對，該計劃被放棄。
當蓋茲在五月宣布將恢復鎮壓行動時，洛杉磯市檢察官（也是未來的市長）詹姆斯·K·哈恩回應說，他不會起訴在計劃中的掃蕩行動中被捕的人。哈恩表示，他「不會因為個人無處可住而對其進行起訴」。我不會因為貧窮、弱勢和無法找到睡覺的地方而起訴那些人，除非我確信存在著除了睡在街頭之外的可行替代方案。 仍由布拉德利支持的蓋茲回應：「身為洛杉磯的民選市檢察官，哈恩先生有責任提起訴訟，這些案件是由洛杉磯警察局提交給他的。」
幾天後，時任市議員澤夫·雅羅斯拉夫斯基 (Zev Yaroslavsky) 提出一項提案，要求市政府停止在貧民窟執行反露營法，直到為所有居民找到足夠的住房。議會拒絕了雅羅斯拉夫斯基的提議，但在聽取了洛杉磯警察局助理局長戴維·多森關於洛杉磯警察局打擊非法露營的計劃的證詞後，議會通過了這一項動議，要求蓋茨在為該地區居民找到足夠的住房之前不要執行反露營法。

### 2000年代
棄置病人事件，2005年9月，人們發現醫院和執法機構將無家可歸者「丟棄」在貧民窟。時任市長安東尼奧·維拉萊戈薩下令展開調查，時任洛杉磯警察局長威廉·布拉頓聲稱，該部門並不是專門針對無家可歸者，而只是針對那些違反城市法令的人。 洛杉磯市檢察官調查了大約150起傾倒案件中的50多起。截至2007年初，市檢察官僅對一家醫院—凱撒醫療集團 (Kaiser Permanente) 提出指控。由於沒有專門針對該醫院行為的法律，因此，以一種未經檢驗的策略，該醫院被指控犯有非法監禁罪。為了應對缺乏打擊棄置病人行為的法律手段，加州參議員吉爾·塞迪略於 2007年2月發起了一項反對此類行為的立法。 
自2013年邁克福爾就任市檢察官以來，他已與洛杉磯週邊的各家醫院達成了另外八起棄置病人事件的和解。除了與一些醫院合作尋求長期解決方案之外，這些案例也是解決問題的更大規模嘗試的一部分。這八人的和解總額已超過四百萬美元。